# Tymaleczka
Tymaleczka (Micromacronus leytensis) – gatunek małego ptaka z rodziny chwastówkowatych (Cisticolidae), wcześniej zaliczany do tymaliowatych (Timaliidae). Endemiczny dla Filipin. Bliski zagrożenia wyginięciem.

## Taksonomia
Po raz pierwszy gatunek opisał Dean Amadon w 1962. Opis ukazał się na łamach The Condor. Autor od razu wydzielił dla tymaleczki osobny rodzaj Micromacronus. Według Amadona nie dało się jednoznacznie ustalić pokrewieństwa; autor wysnuł przypuszczenie, jakoby miał być to gatunek spokrewniony z przedstawicielami Macronus, wskazał jednak znaczące różnice. Holotyp pochodził ze wschodniego zbocza góry Lobi na filipińskiej wyspie Leyte; odłowiony został 11 sierpnia 1961.
W 1968 Ripley i Rabor opisali na łamach Proceedings of the Biological Society of Washington nowy podgatunek, tymaleczkę myszatą (Micromacronus (l.) sordidus). Obecnie (2020) Międzynarodowy Komitet Ornitologiczny (IOC) uznaje ten takson za odrębny gatunek. Niektórzy inni autorzy również utrzymują tę klasyfikację. W ujęciu uwzględniającym dwa podgatunki, nominatywny nosi nazwę tymaleczka miniaturowa.
Dyskusyjne jest także przypisanie rodzaju Micromacronus do konkretnej rodziny. Status jego pokrewieństwa jest niepewny (incertae sedis). Tradycyjnie rodzaj ten umieszczano w rodzinie tymaliowatych (Timaliidae); taką klasyfikację przyjęli np. Sibley i Monroe (1990) czy autorzy Handbook of the Birds of the World. Według badań filogenetycznych opublikowanych w 2013 należy ona jednak do rodziny chwastówkowatych (Cisticolidae) i zalicza się do kladu składającego się z Micromacronus, Neomixis, Cisticola, Orthotomus, Heliolais, Apalis i Camaroptera. Wcześniej w innych badaniach, opublikowanych w 2012, również wykazano przydział do chwastówkowatych, jednak bez dokładnego określenia kladu, do jakiego należy. IOC zaakceptował tę zmianę i obecnie umieszcza tymaleczkę w rodzinie chwastówkowatych. Systematyka wymaga dalszych badań.

## Morfologia
Długość ciała wynosi około 7–8 cm. Występuje nieznaczny dymorfizm płciowy w upierzeniu. Wierzch głowy, górna część i środek grzbietu, kuper i skrzydła mają intensywną, oliwkowozieloną barwę. Pióra na wierzchu głowy cechują słabo widoczne, czarne końcówki. Lotki i sterówki czarniawe, lekko żółtobrązowe, a oliwkowe wzdłuż krawędzi zewnętrznych chorągiewek – przy złożonym skrzydle zdaje się ono być jednolitej, zielonej barwy. Pióra niższej części grzbietu i kupra są przekształcone w długie na 40–45 mm, w większości o nagiej stosinie. Takie ozdobne pióra mogą sięgać za koniec ogona. Kantarek, brew i spód ciała jaskrawe, jednolicie żółte. W okolicy kantarka występuje pomarańczowawa plama. Na policzkach kolor żółty przechodzi w szarawy, lekko zielonawy. Samicę cechują bardziej matowy wierzch i spód ciała. U przedstawicieli obu płci tęczówka jest czerwona, dziób czarny, skok szarozielony, palce żółte.
Tymaleczki reprezentujące podgatunek M. l. sordidus mają bardziej szare, mniej jaskrawe upierzenie i większe rozmiary.
Wymiary szczegółowe w mm lub g:
| Takson          | Płeć i n | D. skrzydła | D. ogona   | D. dzioba | Masa ciała    |
| --------------- | -------- | ----------- | ---------- | --------- | ------------- |
| M. l. leytensis | ♂        | 40,5        | 27         | 12        | —             |
| M. l. leytensis | ♀        | 41          | 28         | 10,5      | —             |
| M. l. sordidus  | 3♂       | 43, 46, 47  | 30, 31, 31 | 10        | 5,5, 6,1, 6,5 |
| M. l. sordidus  | 2♀       | 43, 44      | 30, 31     | 10, 11    | 5,5, 5,9      |

## Zasięg występowania
Tymaleczka jest endemitem Filipin; występuje na wyspach Samar, Biliran i Leyte we wschodnio-centralnej części Filipin (przedstawiciele podgatunku nominatywnego) i Mindanao na południu Filipin (przedstawiciele M. l. sordidus).

## Ekologia i zachowanie
Środowiskiem życia przedstawicieli gatunku są górskie lasy szerokolistne wiecznie zielone w przypadku ptaków podgatunku nominatywnego (jedyna odnotowana wysokość to 500 m n.p.m.); w przypadku drugiego podgatunku odnotowywano ptaki na wysokości od 600 do 1670 m n.p.m. Ptaki tego gatunku  obserwowano w małych, aktywnych, głośnych grupach, często razem z ptakami innych gatunków, np. świstunkami paskogłowymi (Seicercus trivirgatus) w przypadku M. l. sordidus. Brak informacji o głosie i rozrodzie. Ptaki podgatunku M. l. sordidus są stosunkowo lepiej poznane niż reprezentanci podgatunku nominatywnego; niemniej jednak w przypadku obydwu brakuje współczesnych doniesień.

## Status i zagrożenia
Tymaleczka jest przez IUCN uznawana za gatunek bliski zagrożenia (NT, Near Threatened) od 2022 roku; wcześniej uznawana była za gatunek niedostatecznie rozpoznany (DD, Data Deficient); dotyczy to jednak tylko formy nominatywnej, bowiem klasyfikowana przez IUCN osobno tymaleczka myszata od 2018 roku ma status gatunku bliskiego zagrożenia (NT, Near Threatened), a trend jej liczebności jest spadkowy. Prawdopodobnie ptakom tym zagraża wycinka drzew.